# 田龍 (正德戊辰進士)
田龍（1477年—16世纪？年），字文明，號一吟居士，顺天府通州三河縣人，沈阳卫籍。明朝官员。

## 生平
治《詩經》，行一，由武學生中式丁卯科（1507年）順天府鄉試第六名舉人，年三十二歲中式正德三年（1508年）戊辰科會試第四十一名，第三甲第一百三名進士。历官工部员外郎，十五年六月升江西按察司佥事。升陕西布政司右參議，嘉靖六年（1527年）十一月升辽东行太仆寺少卿。

## 家族
曾祖田增，百户贈指挥使。祖父田宽。父田芳。母郭氏。具庆下，弟麟、濟（指挥同知）、凤。